# Adrián Viudes Girón
Adrián Viudes Girón (Madrid, 1844 - 14 de febrer de 1904) fou un terratinent, polític i periodista valencià, tercer marquès de Río Florido i diputat durant la restauració borbònica 

## Biografia
Era fill de José Adrián Viudes Gardoqui. Gaudia de propietats rústiques a Almoradí, Mutxamel i Sant Joan, i el 1865 fou redactor d'El Eco de Alicante. Després de la revolució de 1868 formà part del consell de la província d'Alacant i el 1870 fou president del Casino d'Alacant.
Quan es produí la restauració borbònica es va integrar en el Partit Conservador, amb el qual fou elegit diputat pel districte de Sueca a les eleccions generals espanyoles de 1876 i pel d'Alacant a les eleccions generals espanyoles de 1879. Però el 1880 va abandonar el Partit Conservador i va ingressar en el Partit Liberal Fusionista, amb el qual fou elegit diputat pel districte d'Alacant a les eleccions generals espanyoles de 1881 i 1886. Des del seu escó s'interessà per les infraestructures ferroviàries de la seva comarca i donà suport al ferrocarril entre Alacant i Dénia. Alhora, va participar en les diverses baralles internes del seu partit entre la del diari El Constitucional contra La Verdad i El Liberal. També fou senador de la província d'Alacant el 1893-1894 i el 1902 va fundar la Caixa Rural de l'Almoradí.
Es va casar amb Trinidad Pasqual de Riquelme y Palavicino en 1866, qui va morir cinc anys més tard en donar a llum al primer i únic fill de la parella, Juan Viudes y Pasqual de Riquelme (IV Marquès de Río Florido). Es casaria en segones noces amb Delfina Guirao Girada, germana del diputat Luis Federico Guirao Girada, amb qui tindrà quatre fills: Adrián, Elisa, José i Ángel Viudes Guirao. I en 1892 contrauria matrimoni per tercera vegada, precisament amb la germana de la seva primera esposa, Amparo Pasqual de Riquelme, naixent en 1893 l'únic fill de la parella: Luis Viudes y Pasqual de Riquelme.